# Diagonalsperre

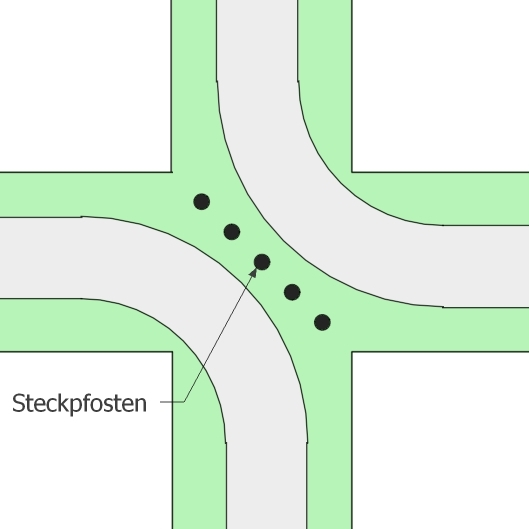
Diagonalsperre mit Steckpfosten

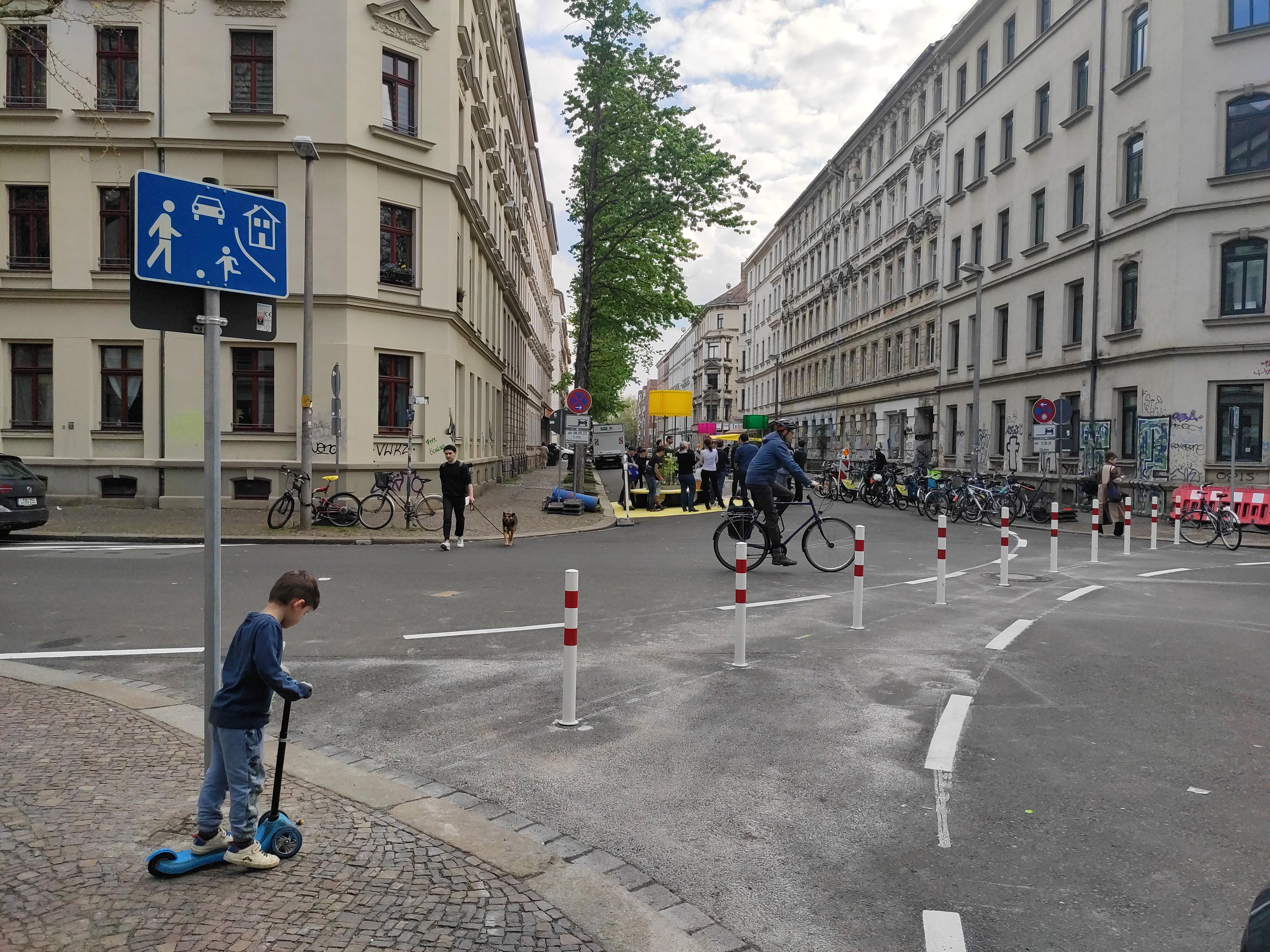
Diagonalsperre als Teil eines Superblocks (Leipzig 2023)

Die Diagonalsperre ist eine bauliche Maßnahme für innerörtliche Erschließungsstraßen und dient dazu, sich geradlinig kreuzende Anliegerstraßen in Schleifenstraßen umzuwandeln. Auf diesem Weg kann unerwünschter Durchgangsverkehr verhindert und eine Verkehrsberuhigung erzielt werden. Für nichtmotorisierte Verkehrsarten wie Fuß- und Radverkehr (NMIV) sind die Sperren hingegen durchlässig, sodass sie keine Umwege in Kauf nehmen müssen.

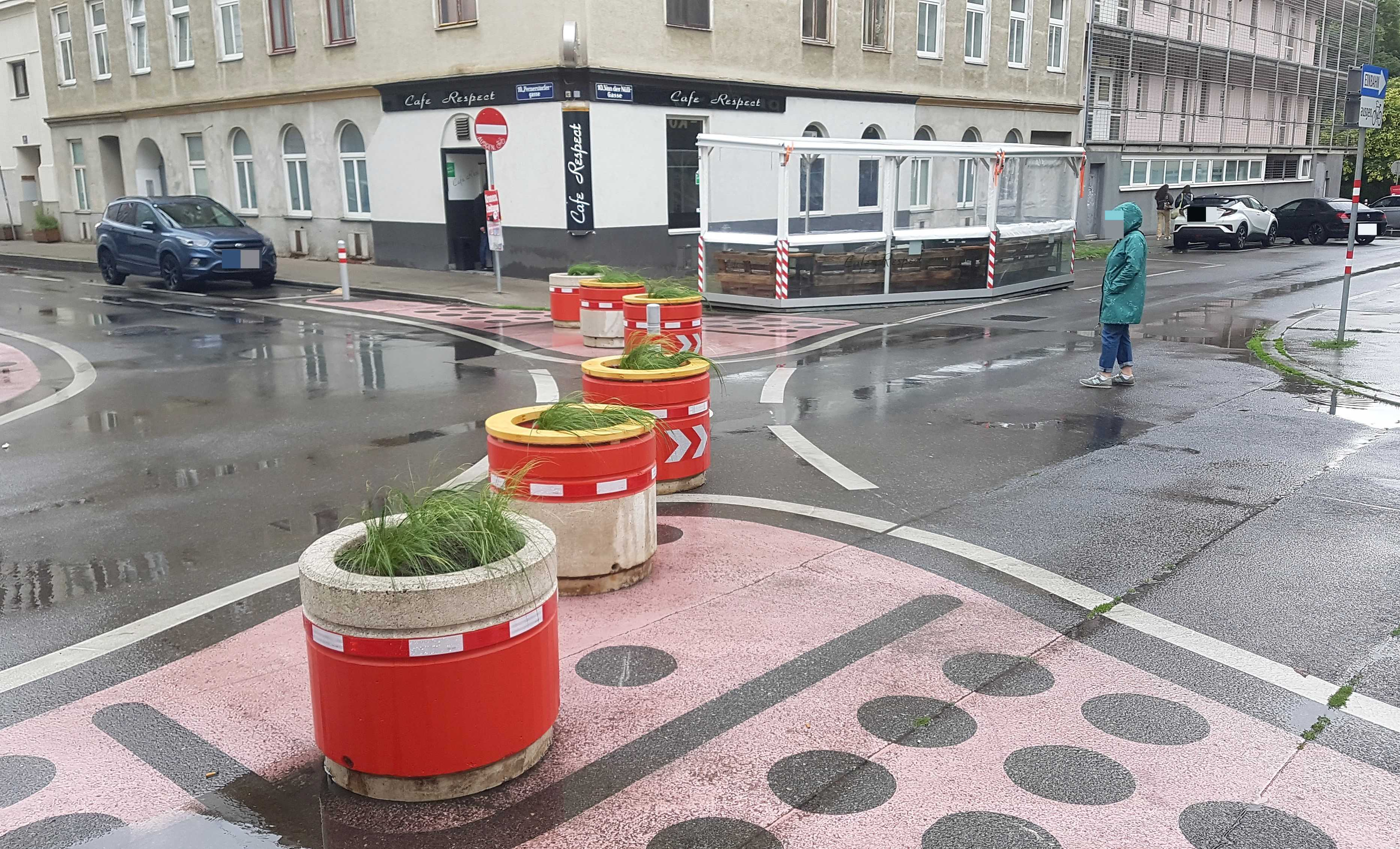
Pflanzkübel als Diagonalsperre (Wien 2023)

Die Fahrbahnen sind durch Einfassungen, wie etwa Hochborde, zu begrenzen. Weiterhin kann das Überqueren der Sperre durch senkrechte Elemente wie Poller, Bäume oder Steckpfosten verhindert werden. Letztere haben den Vorteil, dass Fahrzeuge des Rettungsdienstes oder Versorgungsfahrzeuge bei Bedarf die Sperre überfahren können.

## Normen und Standards
- Richtlinien für die Anlage von Stadtstraßen (RASt 06)